# Rachel Rowe
Rachel Susan Rowe, född den 13 september 1992, är en walesisk fotbollsspelare.
Rachel Rowe inledde sin seniorkarriär med spel i Cardiff City år 2013. Hon har även spelat för bland annat Swansea, Reading och Rangers innan hon värvades av Southampton år 2024. Hon har även representerat det walesiska damlandslaget där hon debuterade år 2015.